# Lista światowego dziedzictwa UNESCO w Korei Północnej
Lista światowego dziedzictwa UNESCO w Korei Północnej – lista miejsc w Korei Północnej wpisanych na listę światowego dziedzictwa UNESCO, ustanowionej na mocy konwencji w sprawie ochrony światowego dziedzictwa kulturowego i naturalnego, przyjętej przez UNESCO na 17. sesji w Paryżu 16 listopada 1972 i ratyfikowanej przez Koreę 21 lipca 1998 roku.
Obecnie (stan na koniec 2019 roku) na liście znajdują się dwa obiekty dziedzictwa kulturowego.
Na północnokoreańskiej liście informacyjnej UNESCO – liście obiektów, które Korea Północna zamierza rozpatrzyć do zgłoszenia do wpisu na listę światowego dziedzictwa, znajduje się 5 obiektów (stan na koniec 2019).

## Obiekty na liście światowego dziedzictwa UNESCO
Poniższa tabela przedstawia północnokoreańskie obiekty na liście światowego dziedzictwa UNESCO:
Nr ref. – numer referencyjny UNESCO;
Obiekt – polskie tłumaczenie nazwy wpisu na liście wraz z jej angielskim oryginałem;
Położenie – miasto, prowincja; współrzędne geograficzne;
Typ – klasyfikacja według Komitetu Światowego Dziedzictwa:
- kulturowe (K),
- przyrodnicze (P),
- kulturowo–przyrodnicze (K,P);

Rok wpisu – roku wpisu na listę;
Opis – krótki opis obiektu wraz z informacjami o jego zagrożeniu.
| Nr ref. | Obiekt                                                    | Zdjęcie | Położenie                                                                                     | Typ                | Rok  | Opis |
| ------- | --------------------------------------------------------- | ------- | --------------------------------------------------------------------------------------------- | ------------------ | ---- | --- |
| 1091    | Zespół grobowców Goguryeo Complex of Koguryo Tombs        |         | Pjongjang P’yŏngan Południowy Hwanghae Południowe 38°51′47″N 125°24′54″E/38,863056 125,415000 | K (i)(ii)(iii)(iv) | 2004 | Zespół grobowców zbiorowych i 30 grobów indywidualnych z okresu późnego królestwa Goguryeo na terenie Korei Północnej, uznawanych za miejsca spoczynku władców, ich rodzin oraz arystokracji. Z ponad 10 tys. wszystkich grobowców z okresu Goguryeo odkrytych na terenie Chin i Korei Północnej, jedynie ok. 100 jest zdobione malowidłami, a 90 z nich znajduje się na terenie Korei. |
| 1278    | Zabytki w Kaesŏng Historic Monuments and Sites in Kaesong |         | Kaesŏng Hwanghae Północne 37°58′07″N 126°33′57″E/37,968611 126,565833                         | K (ii)(iii)        | 2013 | Kaesŏng było stolicą za czasów dynastii Koryŏ w X–XIV w. W mieście zachowało się wiele obiektów z tego okresu: pałace, grobowce, mury obronne, bramy, szkoły, stele i obserwatoria astronomiczne i meteorologiczne. Architektura i układ przestrzenny są świadectwom połączenia koncepcji buddaistycznych, neokonfucjańskich, taoistycznych i tradycji geomancji.                       |

## Obiekty na północnokoreańskiej Liście Informacyjnej UNESCO
Poniższa tabela przedstawia obiekty na północnokoreańskiej Liście Informacyjnej UNESCO:
Nr ref. – numer referencyjny UNESCO;
Obiekt – polskie nazwa obiektu wraz z jej angielskim oryginałem na północnokoreańskiej Liście Informacyjnej;
Położenie – miasto, prowincja; współrzędne geograficzne;
Typ – klasyfikacja według zgłoszenia:
- kulturowe (K),
- przyrodnicze (P),
- kulturowo–przyrodnicze (K,P);

Rok wpisu – roku wpisu na Listę Informacyjną;
Opis – krótki opis obiektu wraz z informacjami o jego zagrożeniu.
| Nr ref. | Obiekt                                                                                       | Zdjęcie | Położenie                                                            | Typ                    | Rok  | Opis |
| ------- | -------------------------------------------------------------------------------------------- | ------- | -------------------------------------------------------------------- | ---------------------- | ---- | --- |
| 1422    | Myohyang Sanjul i ich zabytki Mt. Myohyang and the Relics in and around the Mountain         |         | P’yŏngan Północny 40°01′07″N 126°19′59″E/40,018611 126,333056        | K, P                   | 2000 | Myohyang Sanjul – święte góry o charakterystycznym wyglądzie, których zbocza porastają rośliny wydzielające podczas kwitnienia charakterystyczny słodki zapach. W górach znajduje się 20 świątyń buddyjskich, m.in. Pohyŏn sa z XI w. |
| 1424    | Zabytki Pjongjangu Historical Relics in Pyongyang                                            |         | Pjongjang 39°01′00″N 125°45′00″E/39,016667 125,750000                | K (i)(ii)(iii)(iv)(vi) | 2000 | Pjongjang był stolicą historycznej Korei przez prawie 3000 lat. Z tego okresu zachowało się wiele budowli, m.in. pozostałości pałacu Anhak i fortecy Taesong, fortecy Jangan (bramy Taedong i Pothong) oraz świątynie.                |
| 1425    | Góry Diamentowe ich zabytki Mt. Kumgang and the Historical Relics in and around the Mountain |         | Kangwŏn 38°39′24″N 128°06′18″E/38,656667 128,105000                  | K, P                   | 2000 | Pasmo górskie charakteryzujące się dużą ilością wodospadów i stawów. Znajduje się tu wiele świątyń buddyjskich, m.in. Pyohun sa, a także pustelnia Podok i posągi buddy wyrzeźbione w skale.                                          |
| 1426    | Jaskinie w Kujang Caves in Kujang Area                                                       |         | Kujang P’yŏngan Północny 39°51′00″N 128°06′00″E/39,850000 128,100000 | P (vii)(viii)(ix)      | 2000 | Jaskinie krasowe w regionie Kujang, m.in. jaskinia Ryongmun, jaskinia Paekryong czy jaskinia Songam, której dno pokrywają formacje skalne przypominające kwiaty.                                                                      |
| 1427    | Ch’ilbo-san Mt. Chilbo                                                                       |         | Hamgyŏng Północny 41°02′36″N 129°36′50″E/41,043333 129,613889        | P (vii)(viii)(ix)      | 2000 | Ch’ilbo-san charakteryzuje się obecnością wielu formacji skalnych o wymyślnych kształtach powstałych w wyniku erozji. Występuje to 750 gatunków roślin i 20 gatunków zwierząt.                                                        |